# GITO Verlag
Der GITO Verlag (Gesellschaft für Industrielle Informationstechnik und Organisation mbH) ist ein in Berlin-Charlottenburg ansässiger Fachverlag, der seit 1995 Fachinformationen über Industrie 4.0, Smart Factory und Enterprise-Resource-Planning (ERP) veröffentlicht.

## Inhalte
Der Gito Verlag (Gesellschaft für Industrielle Informationstechnik und Organisation mbH) bietet Fachinformation zu den Themenbereichen ERP-Systeme und Industrie 4.0 in Print und online an. Der Verlag bereitet in Zusammenarbeit mit Autoren aus Beratung und angewandten Wissenschaften Informationen für Unternehmen auf, die eine Software suchen, und führt diese mit Softwareanbietern zusammen. Ziel ist ein Transfer zwischen Wissenschaft und Praxis. Der Verlag verlegt deutsche und internationale Titel, auch Tagungsbände von Tagungen wie KnowTech, GeoMV etc.
Das Medienunternehmen ist Mitglied des Verbandes der Zeitschriftenverleger Berlin-Brandenburg e. V.

## Geschichte
Der Verlag wurde 1994 gegründet. Die damaligen Herausgeber Bernd Scholz-Reiter und Norbert Gronau übernahmen die Zeitschrift CIM Management vom Oldenburg Verlag. GITO hatte bereits im Jahr 1999 ein Portal, auf dem einzelne Aufsätze elektronisch erworben werden konnten. 2003 nahm der Verlag Dissertationen, Tagungsbände sowie Fachbücher ins Programm auf.
Seit 2015 organisiert GITO auch Veranstaltungen, vor allem den ERP-Kongress, mit begleitender Fachmesse. Dort werden Fachthemen aus den Bereichen Industrie 4.0, künstliche Intelligenz, Fabriksoftware, Prozessoptimierung und ERP mit Referenten aus der Praxis diskutiert.

## Publikationen
Der Verlag publiziert Industry 4.0 Science (bis 2024 Industrie 4.0 Management), Factory Innovation (bis 2021 Fabriksoftware), ERP Management und AIS Transactions on Enterprise Systems.